# Norwood (Geórgia)
Norwood é uma cidade localizada no estado americano de Geórgia, no Condado de Warren.

## Demografia
Segundo o censo americano de 2000, a sua população era de 299 habitantes.
Em 2006, foi estimada uma população de 286, um decréscimo de 13 (-4.3%).

## Geografia
De acordo com o United States Census Bureau tem uma área de 2,1 km², dos quais 2,1 km² cobertos por terra e 0,0 km² cobertos por água.

## Localidades na vizinhança
O diagrama seguinte representa as localidades num raio de 28 km ao redor de Norwood.